# Acacia ramulosa
Acacia ramulosa är en ärtväxtart som beskrevs av William Vincent Fitzgerald. Acacia ramulosa ingår i släktet akacior, och familjen ärtväxter.

## Underarter
Arten delas in i följande underarter:
- A. r. linophylla
- A. r. ramulosa

## Bildgalleri

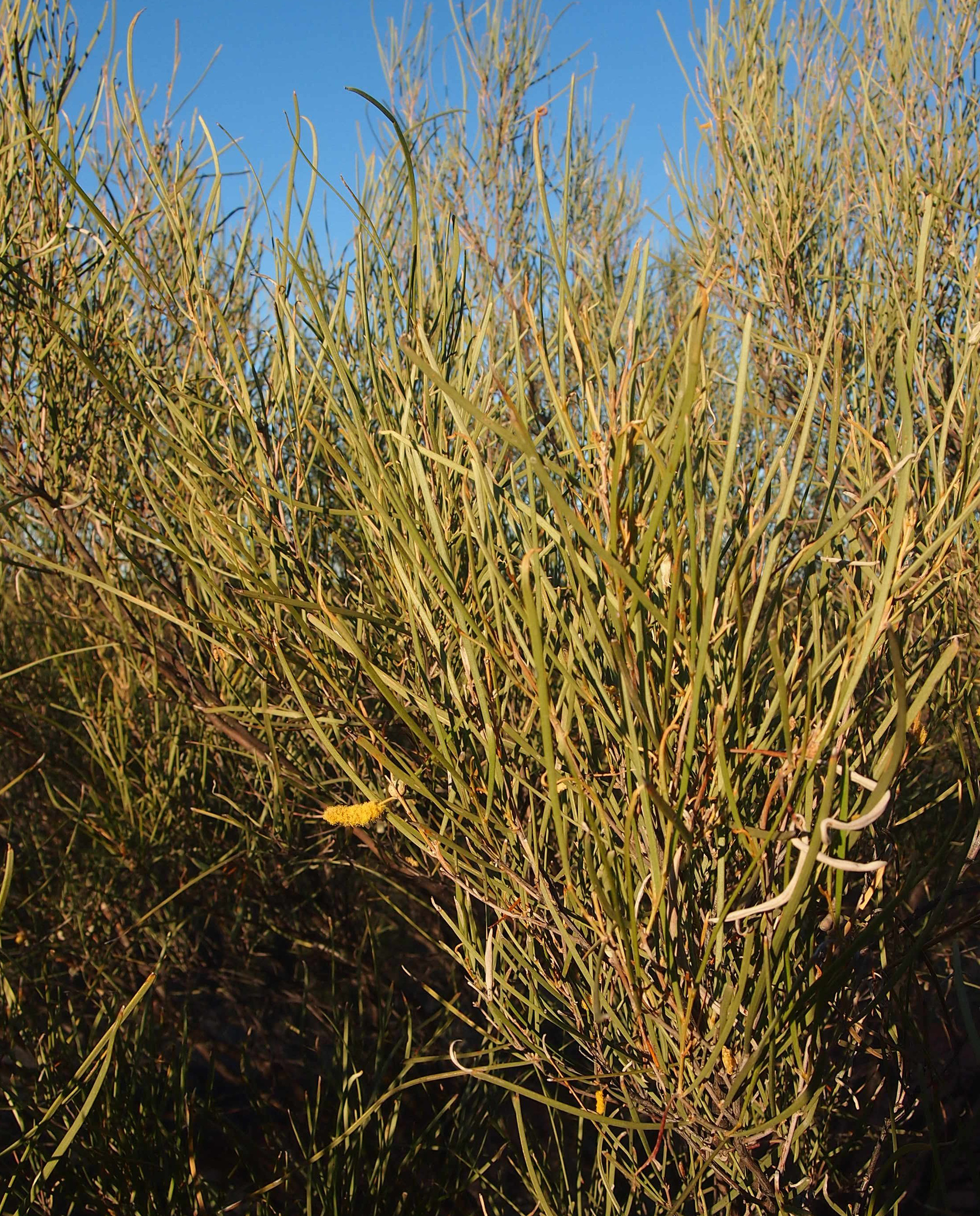
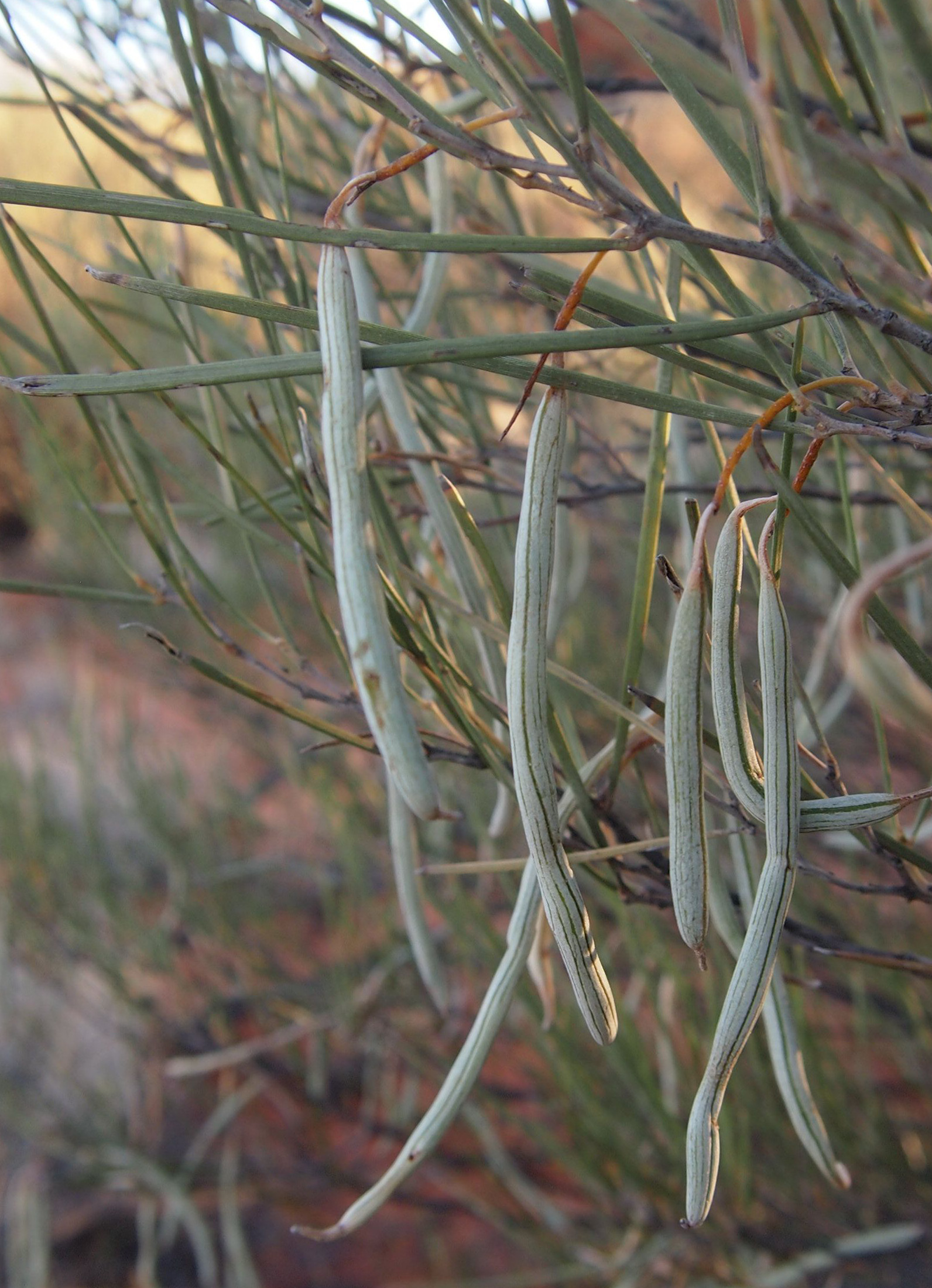
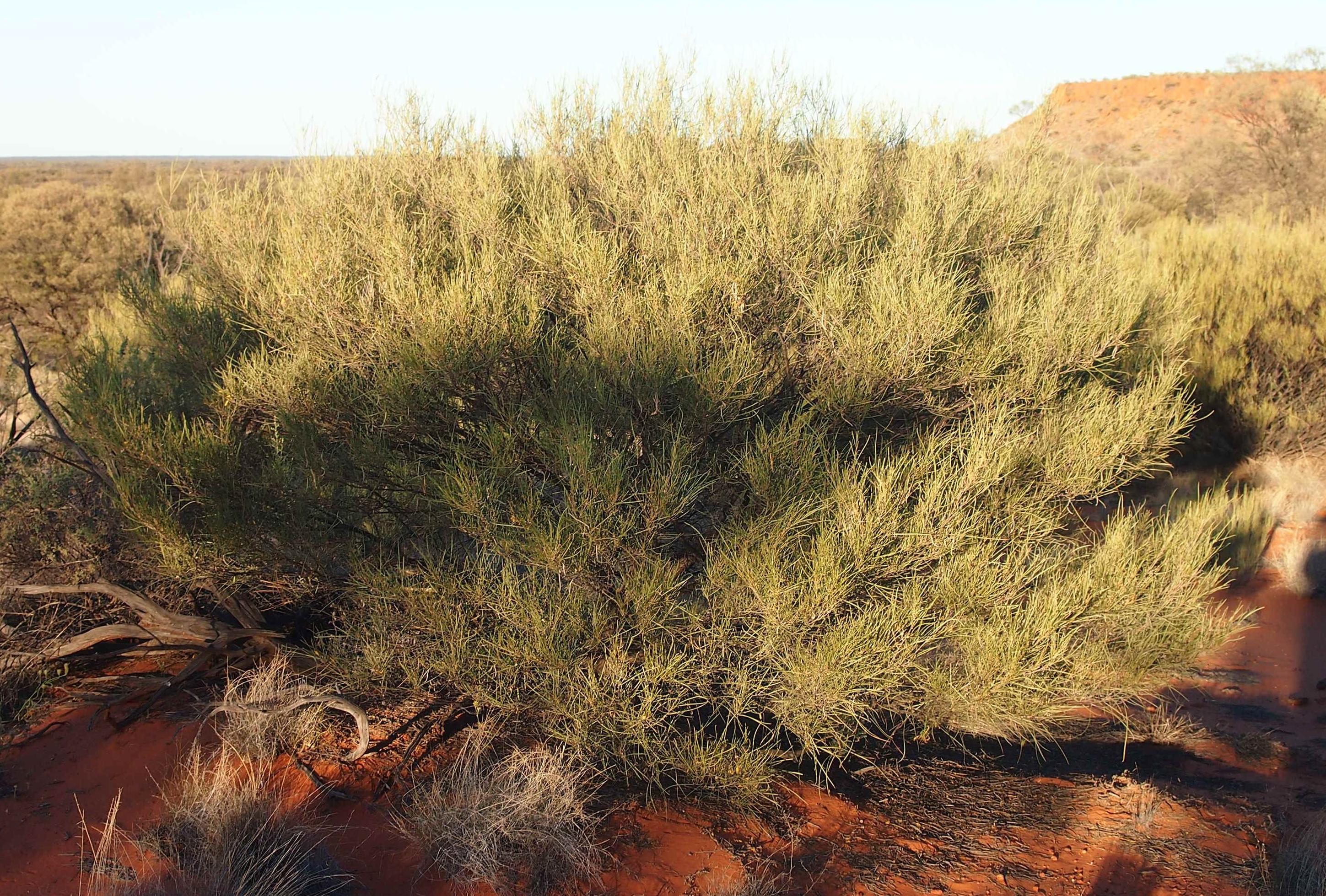